# リアム・ドイル
リアム・シャノン・ドイル（Liam Shannon Doyle, 2004年6月3日 - ）は、アメリカ合衆国マサチューセッツ州ボストン出身のプロ野球選手（投手）。左投右打。MLBのセントルイス・カージナルス傘下所属。

## 経歴

### プロ入り前
高校3年次、4年次の2年間合計で15勝2敗、防御率0.68、226奪三振を記録した。
高校卒業後はコースタル・カロライナ大学へ進学。1年次の2023年は23試合（先発7試合）に登板して3勝1敗、防御率4.15、69奪三振を記録した。
2024年よりミシシッピ大学へ転校。この年は16試合（先発11試合）に登板して3勝4敗、防御率5.73、84奪三振を記録した。
2025年よりテネシー大学へ転校。3月10日のセントボナベンチャー大学戦で継投によるノーヒットノーランを記録した。この年は19試合（先発17試合）に登板して10勝4敗、防御率3.20、164奪三振を記録し、サウスイースタン・カンファレンスの最優秀投手賞を受賞した。

### プロ入りとカージナルス傘下時代
2025年のMLBドラフト1巡目（全体5位）でセントルイス・カージナルスから指名されプロ入り。契約金は725万ドル。